# Biscogniauxia atropunctata
Biscogniauxia atropunctata är en svampart. Biscogniauxia atropunctata ingår i släktet Biscogniauxia och familjen kolkärnsvampar.

## Underarter
Arten delas in i följande underarter:
- intermedia
- maritima
- atropunctata